# Сыростан (село)
Сыроста́н — село в Миасском городском округе Челябинской области России. Основано в 1756 году. Расположено на железнодорожном участке Миасс – Златоуст.

## Значение топонима
Также миасский краевед А. Д. Адамайтис в своей книге «Каменная гривна Миасса» (1995 год) пишет: «…Сырой Стан – так назвал эту местность Гарин-Михайловский Николай Георгиевич (1852-1906 год) – горный инженер, руководивший постройками сибирской железной дороги…».  Но это название села было известно ещё в середине XVIII века.

## География
Село находится на высоте 376 м над уровнем моря. Окружено сосново-берёзовыми лесами. Фактическая площадь села составляет 254 га. Часть территории занята жилой и промышленной застройкой, часть свободна от застройки и представляет собой неосвоенные поля, поросшие травой, лесными берёзовыми колками и мелким кустарником, а также заболоченные низины и горные склоны. Относится к горнозаводской зоне. От Екатеринбурга — 255 км, от Челябинска — 130 км, от Златоуста — 19 км, от Миасса — 18 км.
Село стоит на реке Сыростан, которая на территории села образует систему небольших прудов и протекает с северо-запада на юго-восток. С западной стороны в реку впадают два ручья, один из которых берёт начало в урочище Батькин Покос, а другой появляется стихийно в период таяния снега и ливневых дождей. Река Сыростан является левым притоком р. Атлян (Миасс — Исеть — Тобол — Иртыш — Обь), впадает на расстоянии 2,6 км от устья. Общая протяженность р. Сыростан — 25 км, общая площадь водосбора — 135 км2.
В трёх километрах восточнее — гора Известна́я с расположенным на ней горнолыжным курортом «Солнечная долина».

## История
Село Сыростан образовалось на старом Сибирском почтовом тракте, проходившем когда-то между заводами Сатки, Кусы, Златоуста и Миасса. И в том месте, где тракт только-только перевалил становой уральский хребет Урал-Тау, разделяющий Европу и Азию, на восточном его склоне и появилась по приказу императрицы Екатерины II в 1756 году почтовая станция Сыростан. Названа она была так по речке Сыростан, на которой была построена.
К середине XIX в. Сыростан был самым крупным из восьми сельских поселений, отнесённых к даче Златоустовского завода (1115 жителей или 27% всего сельского населения дачи).

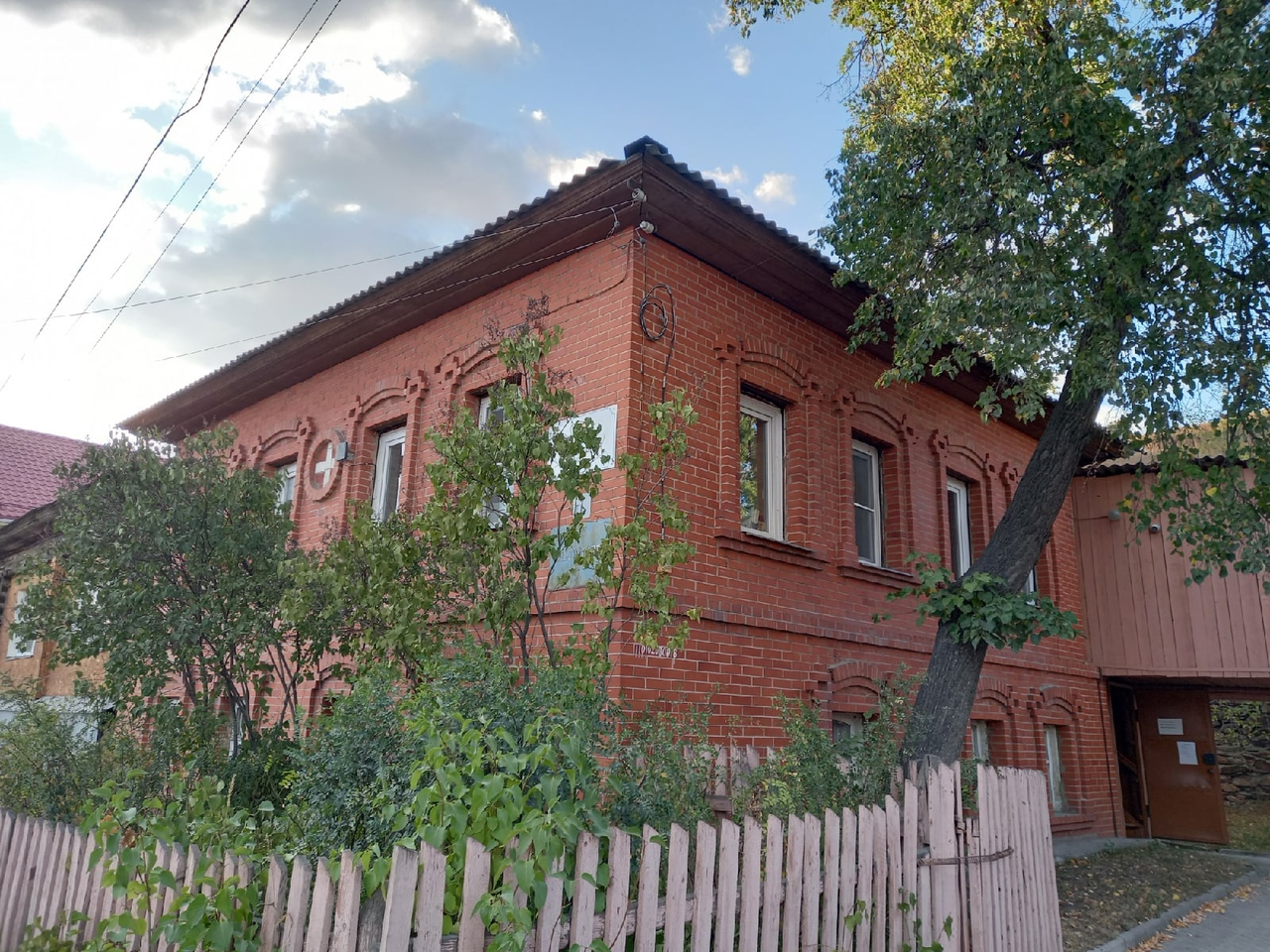
Амбулатория с. Сыростан

В 1885 году был освящён Храм Крестовоздвижения, изменивший статус заводского посёлка. Сыростан стал именоваться селом.
Строительство Дома Культуры началось в 1966 году, а закончено в 1970. Коллективы Дома Культуры выезжают с концертами в город, другие сёла, также участвуют во многих конкурсах и мероприятиях.
В 1985 году на экраны вышел фильм Искандера Хамраева «Грядущему веку». Многие сцены этого фильма снимались в селе Сыростан.
В 1990-х годах началось восстановление Храма Крестовоздвижения, который был в запустении с 1930-х годов. В 1996 году был установлен Бюст Николаю II у входа в Храм.
14 февраля 2008 года в школе села (МКОУ «ООШ № 36») под руководством учителя школы Соломатовой Веры Александровны был открыт Историко-этнографический музей «История села Сыростан».
В 2019 году в селе была построена детская площадка (пересечение улиц Степана Разина и Солодянкина), куда также был перенесён памятник воинам-землякам, погибшим в годы Великой Отечественной войны, ранее расположенный на улице Ленина.
9 мая 2020 года в посёлке железнодорожной станции Сыростан (ул. Зелёная) была открыта Аллея Победы, в которой установлен памятник войнам Великой Отечественной войны и высажены сосны.
В октябре 2020 года селу был посвящён один из выпусков областной телепередачи «Моя деревня».
В перспективе в селе планируется: строительство ОВОП (офис врачей общей практики), обустройство контейнерных площадок, строительство новых зданий школы, детского сада и Дома Культуры.

## Население
| 2002 | 2010 | 2011  | 2012  |
| ---- | ---- | ----- | ----- |
| 970  | ↗997 | ↗1062 | ↗1079 |

Население Сыростана сокращается за счёт оттока населения.

### Известные люди
В селе родились:
- Бояршинов Михаил Иванович (1904—1988) — советский учёный-металлург.
- Бояршинов Василий Иванович (1915—1990) — старшина Рабоче-крестьянской Красной Армии, участник Великой Отечественной войны, Герой Советского Союза (1944).

## Религия

### Крестовоздвиженский храм
Строительство велось по образцовому проекту архитектора Константина Андреевича Тона и завершилось в 1886 году. Храм представляет собой четверик, увенчанный луковичным куполом, с небольшой трапезной и шатровой колокольней.